# RFC2
RFC2 (англ. Replication factor C subunit 2) – білок, який кодується однойменним геном, розташованим у людей на короткому плечі 7-ї хромосоми. Довжина поліпептидного ланцюга білка становить 354 амінокислот, а молекулярна маса — 39 157.
| 10         |  | 20         |  | 30         |  | 40         |  | 50         |
| ---------- |  | ---------- |  | ---------- |  | ---------- |  | ---------- |
| MEVEAVCGGA |  | GEVEAQDSDP |  | APAFSKAPGS |  | AGHYELPWVE |  | KYRPVKLNEI |
| VGNEDTVSRL |  | EVFAREGNVP |  | NIIIAGPPGT |  | GKTTSILCLA |  | RALLGPALKD |
| AMLELNASND |  | RGIDVVRNKI |  | KMFAQQKVTL |  | PKGRHKIIIL |  | DEADSMTDGA |
| QQALRRTMEI |  | YSKTTRFALA |  | CNASDKIIEP |  | IQSRCAVLRY |  | TKLTDAQILT |
| RLMNVIEKER |  | VPYTDDGLEA |  | IIFTAQGDMR |  | QALNNLQSTF |  | SGFGFINSEN |
| VFKVCDEPHP |  | LLVKEMIQHC |  | VNANIDEAYK |  | ILAHLWHLGY |  | SPEDIIGNIF |
| RVCKTFQMAE |  | YLKLEFIKEI |  | GYTHMKIAEG |  | VNSLLQMAGL |  | LARLCQKTMA |
| PVAS       |  |            |  |            |  |            |  |            |

A: Аланін

C: Цистеїн

D: Аспарагінова кислота

E: Глутамінова кислота

F: Фенілаланін

G: Гліцин

H: Гістидин

I: Ізолейцин

K: Лізин

L: Лейцин

M: Метіонін

N: Аспарагін

P: Пролін

Q: Глутамін

R: Аргінін

S: Серин

T: Треонін

V: Валін

W: Триптофан

Кодований геном білок за функцією належить до фосфопротеїнів. 
Задіяний у таких біологічних процесах, як реплікація ДНК, ацетилювання, альтернативний сплайсинг. 
Білок має сайт для зв'язування з АТФ, нуклеотидами. 
Локалізований у ядрі.